# Ellos robaron la picha de Hitler
Ellos robaron la picha de Hitler es la segunda película del andaluz Pedro Temboury,  director y guionista de Karate a muerte en Torremolinos, en colaboración con su maestro Jesús Franco. Rodada en la provincia de Málaga, destacan los paisajes rocosos del Torcal de Antequera, el Parque Tecnológico de Andalucía y las calles y edificios de Torremolinos. El título de la película está basado en el tema «They saved Hitler's cock» de la banda punk-rock Angry Samoans.

## Sinopsis
Cuatro neonazis malagueños se enteran por la tele de que en Berlín se ha descubierto el pene incorrupto de Adolf Hitler. Deciden viajar hasta allí y entregárselo a un sórdido científico nazi, el doctor Weissman, que vive en la Costa del Sol, para su brutal experimento: crear un nuevo Führer. Pero en su camino se cruzarán unas aguerridas ¿amazonas? dispuestas a todo para arrebatarles el miembro de Hitler.
- Datos: Q5829816